# Гилфорд, Зак
За́кари Майкл Ги́лфорд (англ. Zachary Michael Gilford Gilford; род. 14 января 1982, Эванстон, Иллинойс, США) — американский актёр, известный по роли в телесериале «Огни ночной пятницы», а также по ролям в фильмах «Возвращение героя» и «Судная ночь 2».

## Ранние годы
Зак Гилфорд родился в Эванстоне, штат Иллинойс. Он окончил Старшую школу Эванстона, а также является выпускником Северо-Западного университета. В своё свободное время он любит ходить в походы и заниматься альпинизмом на Аляске. Он также возглавляет походы Adventures Cross-Country (организация, специализирующаяся на проведении летних мини-путешествий по пересечённой местности для подростков). Гилфорд возглавил огромное количество захватывающих походов в глухие места, сопровождая подростков в Калифорнию, на Гавайи, Аляску, к Тихому океану и Британской Колумбии. Также известно, что он работает в летнем лагере при Ассоциации молодых христиан YMCA в Фримонте, штат Мичиган.

## Карьера
В 2003 году он вместе с Мишель Лэнг появился в короткометражке Handbook to Casual Stalking, режиссёром которой стала Кристал Карге. Затем он снялся в сериале «Закон и порядок: Специальный корпус».
Его следующая роль — в триллере «Последняя зима» с Роном Перлманом и Джеймсом Легросом. Гилфорд и его коллеги по фильму были номинированы на премию Gotham Awards в номинации «Лучшая команда». Затем последовала роль в фильме «Вампирша», в котором он играл вместе с Люси Лью, Кэмерон Ричардсон и Робертом Форстером.
Он продолжил карьеру, сыграв роль Мэтта Сарасена в сериале «Огни ночной пятницы». После этого Гилфорд сыграл в таких фильмах, как «Река-вопрос», «Вызов» и «Школа выживания выпускников».
С 2012 по 2013 год Гилфорд играл в сериале «Доктор мафии». В 2013 году он появился в фильме «Возвращение героя» с Арнольдом Шварценеггером в главной роли, а 2014 году сыграл главные роли в фильме ужасов «Пришествие Дьявола» и триллере «Судная ночь 2».
В 2015 году Гилфорд был приглашен на основную роль в сериал ABC «Семья», играя старшего сына Джоан Аллен.

## Личная жизнь
Осенью 2010 года Гилфорд начал встречаться с актрисой Киле Санчес, с которой познакомился на съёмках телефильма «Матадоры». Пара была помолвлена в ноябре 2011 года, а свадьба состоялась 29 декабря 2012 года. У супругов есть дочь — Зеппелин Адель Гилфорд (род. 29.11.2017 от суррогатной матери). В начале ноября 2015 года у супругов должен был родиться первенец, но 9 октября стало известно, что их сын, Винтер, родился мёртвым.

## Фильмография
| Год       |     | Русское название                    | Оригинальное название                     | Роль                      |
| --------- | --- | ----------------------------------- | ----------------------------------------- | ------------------------- |
| 2003      | кор |                                     | Handbook to Casual Stalking               | Джимми                    |
| 2005      | с   | Закон и порядок: Специальный корпус | Law & Order: Special Victims Unit         | Кевин Уилкокс             |
| 2006      | ф   | Последняя зима                      | The Last Winter                           | Максвелл Маккиндер        |
| 2006—2011 | с   | Огни ночной пятницы                 | Friday Night Lights                       | Мэтт Сарасин              |
| 2007      | ф   | Вампирша                            | Rise                                      | Сейлор                    |
| 2009      | с   | Анатомия страсти                    | Grey's Anatomy                            | Чарли Лоуэлл              |
| 2009      | ф   | Вызов                               | Dare                                      | Джонни Дрейк              |
| 2009      | ф   | Школа выживания выпускников         | Post Grad                                 | Адам Дэвис                |
| 2010      | ф   | Река-вопрос                         | The River Why                             | Гус                       |
| 2010      | ф   | Супер                               | Super                                     | Джерри                    |
| 2010      | тф  | Матадоры                            | Matadors                                  | Алекс Галлоуэй            |
| 2011      | с   | Без координат                       | Off the Map                               | доктор Томми Фуллер       |
| 2011      | ф   | Ответы ни к чему                    | Answers to Nothing                        | Эван                      |
| 2012      | ф   | Человеческая природа                | In Our Nature                             | Сет                       |
| 2012—2013 | с   | Доктор мафии                        | The Mob Doctor                            | доктор Бретт Робинсон     |
| 2013      | ф   | Возвращение героя                   | The Last Stand                            | Джерри Бейли              |
| 2013      | ф   | Сумасшедший вид любви               | Crazy Kind of Love                        | Мэттью Ирис               |
| 2014      | ф   | Пришествие Дьявола                  | Devil's Due                               | Зак Макколл               |
| 2014      | ф   | Судная ночь 2                       | The Purge: Anarchy                        | Шейн                      |
| 2015      | с   | Пьяная история                      | Drunk History                             | Джим Эбботт               |
| 2015      | тф  |                                     | Stanistan                                 | Филлип Гатри              |
| 2016      | с   | Семья                               | The Family                                | Дэни Уоррен               |
| 2018      | с   | Хорошие девчонки                    | Good Girls                                | Грег                      |
| 2021—2021 | с   | Полуночная месса                    | Midnight Mass                             | Райли Флинн               |
| 2022—2025 | с   | Мыслить как преступник              | Criminal Minds                            | Элиас Войт (16-18 сезоны) |
| 2023      | ф   | С детьми что-то не так              | There's Something Wrong with the Children | Бен                       |